# Leuctra baddecka
Leuctra baddecka is een steenvlieg uit de familie naaldsteenvliegen (Leuctridae). De wetenschappelijke naam van de soort is voor het eerst geldig gepubliceerd in 1965 door Ricker.